# Nasidius brunneri
Nasidius brunneri är en insektsart som först beskrevs av Heinrich Hugo Karny 1929.  Nasidius brunneri ingår i släktet Nasidius och familjen Anostostomatidae. Inga underarter finns listade i Catalogue of Life.